# Elecciones estatales de Baviera de 1950
Las elecciones estatales de Baviera de 1950 fueron muy diferentes a la gran mayoría por las siguientes razones:
- La CSU no obtuvo mayoría absoluta. Fueron sus peores resultados (sólo un 27,4%, 0,6% menos que los socialdemócratas).
- El SPD obtuvo 0,6 puntos más de la CSU, siendo su única victoria electoral en Baviera.
- Los liberales, pese a tener sus segundos mejores resultados, fueron la 5ª fuerza.
- Los partidos pequeños arrasaron: el Partido de Baviera obtuvo el 18% de los votos, y el Bloque de los Expulsados el 12%.

Para estas elecciones continuó en vigor una ley electoral distinta a la cláusula del cinco por ciento, en donde un partido debía obtener el 10% de los votos en al menos un distrito electoral para obtener representación parlamentaria.
Los resultados fueron:
| Partido Político | Partido Político                    | Porcentaje | Escaños |
| ---------------- | ----------------------------------- | ---------- | ------- |
|                  | Partido Socialdemócrata de Alemania | 28,0       | 63      |
|                  | Unión Socialcristiana de Baviera    | 27,4       | 64      |
|                  | Partido de Baviera                  | 17,9       | 39      |
|                  | Bloque de los Expulsados            | 12,3       | 26      |
|                  | Partido Liberal de Alemania         | 7,1        | 12      |
|                  | Liga por la Reconstrucción          | 2,8        | 0       |
|                  | Partido Comunista de Alemania       | 1,9        | 0       |